# Televizní věž v Džiddě
Televizní věž v Džiddě (arabsky برج تلفزيون جدة) je 250 metrů vysoká televizní věž v Džiddě, Saúdské Arábii. Pod jejím vrcholem je umístěna vyhlídka. Byla postavena v roce 2006.